# 福井県指定文化財一覧
福井県指定文化財一覧（ふくいけんしていぶんかざいいちらん）は福井県指定の文化財や史跡等を一覧形式でまとめたものであるが、全てを掲載しているわけではない。

## 有形文化財

### 建造物

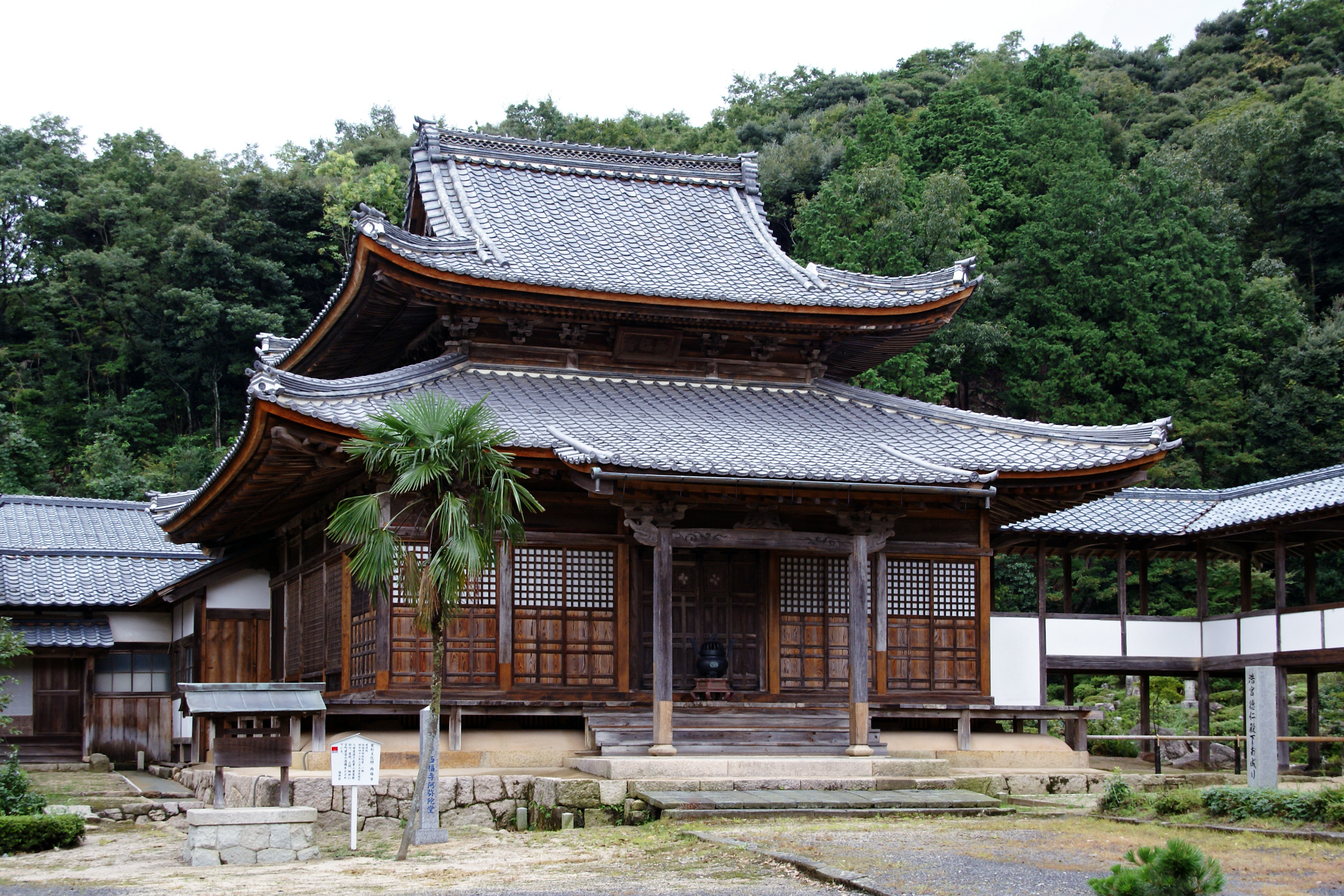
西福寺 阿弥陀堂

- 大安寺本堂〔福井市〕
- 西福寺阿弥陀堂 〔敦賀市〕
- 旧大和田銀行本店〔敦賀市〕

### 絵画
- 紙本著色源氏物語六曲屏風〔越前市〕

### 彫刻
- 木造十一面観音菩薩立像〔越前市〕
- 木造聖観音菩薩立像（妙楽寺）〔小浜市〕

### 工芸
- 伝本多富正奉納鞍〔越前市〕

### 書跡・典籍・古文書
- 往生要集（写本）〔越前市〕
- 版本　大般若経〔越前市〕

### 考古資料
- 袈裟襷文銅鐸（みくに龍翔館蔵）〔坂井市〕
- 石剣〔越前市〕
- 足羽山古墳群〔福井市〕

## 無形文化財
- 越前和紙・打雲・飛雲・水玉の製法〔越前市〕
- 工芸技術　墨流し〔越前市〕
- 箏曲京極流

## 民俗文化財

### 有形民俗文化財
- 鶴亀松竹の算額〔越前市〕

### 無形民俗文化財
- 花山行事〔福井市〕
- 花笠踊〔越前市〕
- 大瀧神社・岡太神社の春祭り〔越前市〕

## 記念物

### 史跡

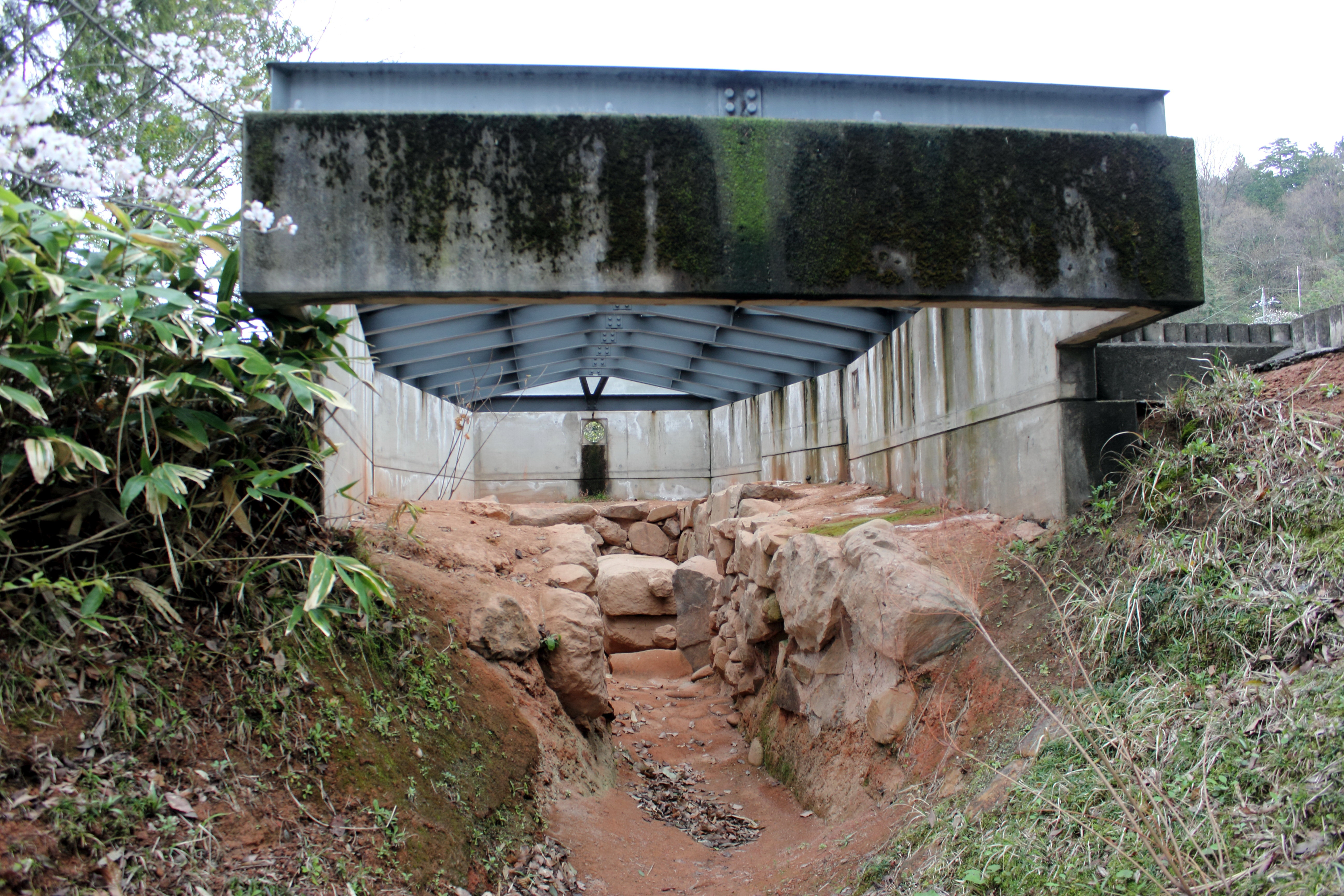
春日山古墳

- 茶臼山古墳群〔越前市〕
- 春日山古墳〔永平寺町〕
- 穴地蔵古墳〔敦賀市〕
- 椚古墳〔あわら市〕
- 横山古墳群〔あわら市・坂井市〕

### 名勝
- 時水〔越前市〕

### 天然記念物
- 大滝神社の大スギ〔越前市〕